# Janapolė (wieś)
Janapolė − wieś na Litwie, w okręgu telszańskim, w rejonie telszańskim, w gminie Wornie, nad rzeką Virvytė. W 2011 roku liczyła 41 mieszkańców.